# 拉姆普尔巴盖兰
拉姆普尔巴盖兰（Rampur Baghelan），是印度中央邦Satna县的一个城镇。总人口11315（2001年）。

## 人口
该地2001年总人口11315人，其中男性5855人，女性5460人；0—6岁人口2012人，其中男1042人，女970人；识字率60.90%，其中男性为69.72%，女性为51.45%。